# ふれあいバス (御嵩町)
ふれあいバスとは、岐阜県可児郡御嵩町が運行するコミュニティバスである。御嵩町ふれあいバスともいう。
東濃鉄道（東鉄バス）に運行委託している定時定路線のふれあいバスと、可児タクシーに運行委託しているデマンド型交通のふれあい予約バスがある。

## 沿革
- 1999年（平成11年） - 運行開始。全区間がフリー乗降制、停留所は御嵩駅にしかなかった。
- 2008年（平成20年）4月 - 路線を再編。「ふしみ線」「つばし線」「おおくご線」「なか線」「ふれあい線」「かみのごう線」「ふるやしき線」の7路線となる[1]。「ふるやしき線」はタクシー車輌が使用され、運行は東鉄タクシーが担当。
- 2013年（平成25年）4月 - 路線を再編。定時運行の「みたけ・なか線」「工業団地・南山台線」と、予約運行乗合タクシーの「ふしみ線」「かみのごう線」となる[2]。

## ふれあいバス
- 東濃鉄道（東鉄バス）に運行委託している定時定路線。運賃は1乗車100円。
- 車両は東濃鉄道が保有する小型バスを使用。日野・リエッセ（ステップリフトバス）を使用していたが、2020年（令和2年）11月24日から新型車両で運行開始、ノンステップバスの日野・ポンチョ（1ドアロングボディ）に置き換えられた。

### 路線
太字の停留所で、鉄道および一般路線バス（ふれあいバスを除く）に乗り換えることができる（2023年5月現在）。

#### みたけ・なか線
- 名鉄御嵩駅 - 南山台東 - 御嵩公民館 - 名鉄御嵩駅 - 御嵩町役場 - 大庭台花壇 - あゆみ館 - 名鉄顔戸駅 - バロー御嵩店 - 名鉄御嵩口駅 - 中公民館 - 名鉄御嵩駅

#### 工業団地・南山台線
- 名鉄御嵩駅 → 富士精機前 → 東海化成工業前 → 富士精機前 → 南山台東3 → 南山台西 → 名鉄御嵩駅 （第1・2・3・4便）
- 名鉄御嵩駅 → 南山台西 → 南山台東3 → 富士精機前 → 東海化成工業前 → 富士精機前 → 名鉄御嵩駅 （第5・7・9・10便）
- 名鉄御嵩駅 → 南山台西 → 南山台東3 （第6・8・11便）

## ふれあい予約バス
- 可児タクシーに運行委託しているデマンド型交通（乗合タクシー）の路線。運賃は1乗車200円。
- 車両は可児タクシーが保有するタクシー車両を使用する。

### 路線

#### ふしみ線
伏見地区の路線。
主な停留所
- 名鉄御嵩駅
- 御嵩町役場
- B&G海洋センター
- ぎふワールド・ローズガーデン東ゲート（可児市に所在）
- バロー御嵩店
- 伏見児童館
- 伏見公民館
- 伏見小学校
- 上恵土神社前
- ラスパ御嵩
- 名鉄明智駅（可児市に所在）
- 愚渓寺

#### かみのごう線
上之郷地区の路線。「みぎまわり」「ひだりまわり」がある。
主な停留所
- 名鉄御嵩駅
- 御嵩町役場
- バロー御嵩店
- 東濃高等学校前
- 上之郷公民館
- 綱木グランド
- 小和沢
- 小原公民館
- 前沢公民館
- 鬼岩公園